# Litleholmen (Fitjar)
Ne doit pas être confondu avec Litleholmen, Litleholmen (Etne), Litleholmen (Fjell) ou Litleholmen (Osterøy).
Litleholmen est une île dans le landskap Sunnhordland du comté de Vestland. Elle appartient administrativement à Fitjar.

## Géographie
Rocheuse et désertique à l'exception d'une légère végétation en son centre, à fleur d'eau, elle s'étend sur environ 322 m de longueur pour une largeur approximative de 213 m. 